# Universidad de Medellín
Die Universidad de Medellín  (UdeMedellín) ist eine staatlich anerkannte Hochschule in privater Trägerschaft in der kolumbianischen Stadt Medellín. Sie wurde am 1. Februar 1950 gegründet.
Angeboten werden unter anderem Ingenieurswesen und Geisteswissenschaften. Die Universidad de Medellín ist eine der führenden, kolumbianischen Universitäten auf dem Gebiet der Rechtswissenschaften und bietet als eine der wenigen Universitäten in Kolumbien auch Promotionsstudiengänge auf diesem Gebiet an. Auf dem Campus befinden sich Sportmöglichkeiten und mit mehr als 1700 Sitzplätzen eines der größten Theater der Stadt.
Im Jahr 2010 hatte die Hochschule 12.217 Studenten, Rektor ist César Guerra Arroyave.
Die Universität gliedert sich in sechs Fachbereiche:
- Fakultät für Rechtswissenschaften
- Fakultät für Kommunikationswissenschaften
- Fakultät für Ingenieurwissenschaften
- Fakultät für Betriebswissenschaft und Verwaltungswissenschaft
- Fakultät für Naturwissenschaften
- Fakultät für Geistes- und Sozialwissenschaften

Die fachbereichsübergreifende Biblioteca Eduardo Fernández Botero verfügt über mehr als 78.000 Medieneinheiten und über 800 Zeitschriften.